# ۶۰۸ (میلادی)
۶۰۸ (میلادی) ششصد و هشتمین سال تقویم میلادی است.

## درگذشتگان
‎